# Marin Čolak
Marin Čolak (Zagreb, 4. ožujka 1984.) je hrvatski automobilist. Prvi je hrvatski vozač koji će se natjecati u prestižnom WTCC.
S utrkama je krenuo u vrlo mladoj dobi i to s utrkama u Njemačkoj, uključujući njemački Formula Renault i njemački Seat Leon Cupra kup. Također kasnije se natjecao u nekim utrkama u Formuli Renault 2000 Eurocup 2001 i 2002. U 2008 natjecao se u novoj Seat Leon Eurocup, gdje je završio godinu kao vice-prvak. Kao nagradu za osvajanje utrke na Brands Hatchu dobiva priliku natjecati se jednu utrku u WTCC u utrci na Oscherslebenu sa Sunread Team.
U 2009, ulazi u prestižno WTCC prvenstvo za punu sezonu sa svojim privatnim timom kojeg vodi njegov otac Nikica pod imenom Croatia Čolak Ingra Seat Team.
Zbog stradavanja Ivane Obad u prometnoj nesreći osuđen je na kaznu zatvora u trajanju šest godina.

## Vanjske poveznice
- Službena Internet stranica  Arhivirana inačica izvorne stranice od 2. veljače 2011. (Wayback Machine)